# پیال کلان
پیال کلان (به انگلیسی: Pial Kalan) یک شهر در پاکستان است که در پنجاب واقع شده‌است.